# Podalyrieae
Podalyrieae je  tribus mahunarki iz potporodice Faboideae.

## Rodovi
Pripada mu 10 rodova:
1. Cadia Forssk. (8 spp.)
2. Xiphotheca Eckl. & Zeyh. (10 spp.)
3. Virgilia Lam. (2 spp.)
4. Stirtonanthus B.-E. van Wyk & A. L. Schutte (3 spp.)
5. Podalyria Lam. ex Willd. (27 spp.)
6. Liparia L. (12 spp.)
7. Priestleya DC. (8 spp.)
8. Cyclopia Vent. (26 spp.)
9. Calpurnia E. Mey. (9 spp.)
10. Amphithalea Eckl. & Zeyh. (43 spp.)